# 浦口史帆
浦口 史帆（うらぐち しほ、1989年2月21日 - ）は、東海テレビのアナウンサー。血液型はB型。

## 来歴
三重県津市出身。名古屋大学教育学部卒業、モデル事務所ジオットに所属し、史帆の芸名で友理奈らとともにモデルとして活動していた。髙島屋、三越、丸栄、名鉄百貨店などの広告や、ニッセン、セシール、ゼクシィなどのカタログで活躍。スチール中心にTVリポーターやCM、ブライダルショー、ファッションショーに出演。大原専門学校のイメージキャラクターを務める。
中学での成績は常に学年トップで有名だった。生徒会、学級委員、ソフトテニス部で活動。
高校時代、ダンス部（FLOWER DANCERず）に所属。（第9回すずかフェスティバル大賞、三重県高校ダンスフェスティバル大賞）
中学・高校の6年間ジュニアリーダー会に所属し、子ども会のボランティア活動をしていた。
通っていた塾では後輩や他校生からファンクラブができていた。
大学卒業後、2011年4月に東海テレビに入社。同期のアナウンサーは武裕美、長島弘樹。入社直後から『FNN東海テレビスーパーニュース』のキャスターを務める。
2020年2月9日のタイチサン!で結婚を発表した｡

## 現在の担当番組
- スイッチ! （月曜MC、中継リポーター）[注釈 1]
- FNN東海テレニュース
- FNN Live News α（ローカルパート）
- めざましテレビ（ローカルパート）
- FNN ニュースOne Weekend → FNN ニュースOne（ローカルパート）（2018年4月7日 - 2020年4月11日、2021年7月3日 - 【福島智之、柴田美奈と週交替））
- FNN Live News days（ローカルパート）
- めざましどようび（ローカルパート）
- S-PARK（ローカルパート）
- 中日新聞テレビ日曜夕刊

## 過去の担当番組
- タイチサン!（アシスタント）（2020年2月2日 - 2022年3月27日）
- FNN東海テレビスーパーニュース（平日キャスター）（2011年4月4日 - 2015年3月27日）
- みんなのニュース One（平日メインキャスター）（2015年3月30日 - 2018年3月30日）
- スタイルプラス（コンシェルジュ）（2018年4月1日 -2019年9月29日 ）

### Locipo
- SKE48の名古屋4局のアナウンサーを8週連続で呼び出したった。（2020年11月20日）- ゲスト出演[4]